# Джерело (пам'ятка природи, Вознесенськ)
Джерело — гідрологічна пам'ятка природи місцевого значення в Україні. Розташована на території Вознесенського району Миколаївської області, у межах Вознесенської міської ради.
Площа — 0,01 га. Статус надано згідно з рішенням Миколаївської обласної ради № 391 від 21.07.1972 року задля збереження та охорони виходів ґрунтових вод.
Пам'ятка природи розташована в місті Вознесенськ.